# فيتالي زاخارتشينكو
فيتالي زاخارتشينكو (بالأوكرانية: Віталій Юрійович Захарченко)‏ هو سياسي روسي وأوكراني، ولد في 20 يناير 1963 في أوكرانيا. انتخب وزير الداخلية وزارة الشؤون الداخلية.